# Tourist Trophy 1960
Il Tourist Trophy fu la seconda prova del motomondiale 1960, nonché la 42ª edizione della prova.
Si svolse il 13 e il 17 giugno 1960 e vi corsero tutte le classi disputate in singolo, nonché i sidecar. Gareggiarono per prime il 13 giugno le 125, le 250 e i sidecar, il 15 si svolse la gara delle 350 e il 17 quella della 500.
Abolito il circuito Clypse, più corto, dove si disputavano le gare delle cilindrate minori e dei sidecar, tutte le prove si svolsero sul Circuito del Mountain.
Tutte le gare in singolo, come già in passato vennero vinte da piloti equipaggiati da moto della MV Agusta.
I piloti britannici di casa si imposero in due delle quattro gare disputate in singolo grazie a John Surtees che si impose in classe 500 e a John Hartle che vinse in 350; Gary Hocking ottenne la vittoria nelle 250 e Carlo Ubbiali nelle 125; l'equipaggio tedesco Helmut Fath/Alfred Wohlgemuth si impose tra i sidecar.

## Classe 500
Al Senior TT furono 74 i piloti alla partenza e 40 vennero classificati al termine della gara. Tra i piloti ritirati vi furono Bob McIntyre, Mike Duff, Derek Minter, Hugh Anderson, Bert Schneider e Alan Shepherd.

### Arrivati al traguardo (prime 10 posizioni)
| Pos. | Pilota        | Moto      | Tempo      | Punti |
| ---- | ------------- | --------- | ---------- | ----- |
| 1    | John Surtees  | MV Agusta | 2h 12:35.2 | 8     |
| 2    | John Hartle   | MV Agusta | + 2:39.0   | 6     |
| 3    | Mike Hailwood | Norton    | + 5:36.4   | 4     |
| 4    | Tom Phillis   | Norton    | + 6:24.6   | 3     |
| 5    | Dickie Dale   | Norton    | + 6:34.6   | 2     |
| 6    | Bob Brown     | Norton    | + 7:16.2   | 1     |
| 7    | Tony Godfrey  | Norton    | + 8:09.0   |       |
| 8    | Bob Anderson  | Norton    | + 8:41.8   |       |
| 9    | Paddy Driver  | Norton    | + 10:32.6  |       |
| 10   | Ralph Rensen  | Norton    | + 10:32.8  |       |

## Classe 350
Fu questa la prima gara disputatasi il 13 giugno; allo Junior TT furono 78 i piloti alla partenza e 56 quelli classificati al termine della corsa. Tra i ritirati Tom Phillis, Ernesto Brambilla, Mike Hailwood, Dickie Dale e Hugh Anderson.

### Arrivati al traguardo (prime 10 posizioni)
| Pos. | Pilota         | Moto      | Tempo      | Punti |
| ---- | -------------- | --------- | ---------- | ----- |
| 1    | John Hartle    | MV Agusta | 2h 20:28.8 | 8     |
| 2    | John Surtees   | MV Agusta |            | 6     |
| 3    | Bob McIntyre   | AJS       |            | 4     |
| 4    | Derek Minter   | Norton    |            | 3     |
| 5    | Ralph Rensen   | Norton    |            | 2     |
| 6    | Bob Anderson   | Norton    |            | 1     |
| 7    | Alan Shepherd  | AJS       |            |       |
| 8    | John Lewis     | Norton    |            |       |
| 9    | Brian Setchell | Norton    |            |       |
| 10   | George Catlin  | AJS       |            |       |

## Classe 250
Nel Lightweight TT furono 41 i piloti alla partenza e 17 quelli classificati al termine della prova. Tra i ritirati vi furono Tom Phillis, Derek Minter, Dickie Dale e Mike Hailwood.

### Arrivati al traguardo (prime 10 posizioni)
| Pos. | Pilota            | Moto      | Tempo      | Punti |
| ---- | ----------------- | --------- | ---------- | ----- |
| 1    | Gary Hocking      | MV Agusta | 2h 00:53.0 | 8     |
| 2    | Carlo Ubbiali     | MV Agusta |            | 6     |
| 3    | Tarquinio Provini | Morini    |            | 4     |
| 4    | Bob Brown         | Honda     |            | 3     |
| 5    | Moto Kitano       | Honda     |            | 2     |
| 6    | Naomi Taniguchi   | Honda     |            | 1     |
| 7    | Michael O'Rourke  | Ariel     |            |       |
| 8    | Luigi Taveri      | MV Agusta |            |       |
| 9    | Osvaldo Perfetti  | Bianchi   |            |       |
| 10   | Alan Dugdale      | NSU       |            |       |

## Classe 125
Nell'Ultra-Lightweight TT furono 33 i piloti alla partenza e 22 classificati al traguardo. Tra i ritirati Mike Hailwood e Ken Kavanagh.
Nelle classifiche della classe di minor cilindrata apparve un nuovo marchio, Colleda, ma non si trattava d'altro che delle moto della Suzuki, altra casa motociclistica giapponese che esordì nel mondiale seguendo le orme della Honda che l'aveva preceduta un anno prima; l'evento è stato ricordato poi in occasione del cinquantenario con l'emissione di una moneta commemorativa.

### Arrivati al traguardo (prime 10 posizioni)
| Pos. | Pilota          | Moto      | Tempo      | Punti |
| ---- | --------------- | --------- | ---------- | ----- |
| 1    | Carlo Ubbiali   | MV Agusta | 1h 19:21.2 | 8     |
| 2    | Gary Hocking    | MV Agusta |            | 6     |
| 3    | Luigi Taveri    | MV Agusta |            | 4     |
| 4    | John Hempleman  | MZ        |            | 3     |
| 5    | Bob Anderson    | MZ        |            | 2     |
| 6    | Naomi Taniguchi | Honda     |            | 1     |
| 7    | Giichi Suzuki   | Honda     |            |       |
| 8    | Sadao Shimazaki | Honda     |            |       |
| 9    | Teisuke Tanaka  | Honda     |            |       |
| 10   | Tom Phillis     | Honda     |            |       |

## Sidecar TT
Furono 30 equipaggi alla partenza e 20 al traguardo.

### Arrivati al traguardo (posizioni a punti)
| Pos | Pilota             | Passeggero        | Moto   | Tempo      | Punti |
| --- | ------------------ | ----------------- | ------ | ---------- | ----- |
| 1   | Helmut Fath        | Alfred Wohlgemuth | BMW    | 1h 20:45.8 | 8     |
| 2   | Peter 'Pip' Harris | Ray Campbell      | BMW    |            | 6     |
| 3   | Charlie Freeman    | Billie Nelson     | Norton |            | 4     |
| 4   | Les Wells          | William Cook      | Norton |            | 3     |
| 5   | Florian Camathias  | Robert Fiston     | BMW    |            | 2     |
| 6   | Alwin Ritter       | Emil Hörner       | BMW    |            | 1     |